# Chiba Marine Stadium

Chiba Marine Stadium é um estádio com capacidade para 39,450 torcedores localizado em Chiba, Japão , sendo local para grandes concertos.